# مازراتی کوپه
مازراتی کوپه (Maserati Coupé) خودرویی است که در بین سال‌های ۲۰۰۲ تا ۲۰۰۷در مودنا و ایتالیا تولید شده‌است.
این خودرو در کلاس خودرو GT قرار گرفته و طراحی آن خودروهای موتور جلو-محور عقب بوده است. سیستم جعبه‌دندهٔ آن ۶ دنده به صورت دستی است.

## نگارخانه

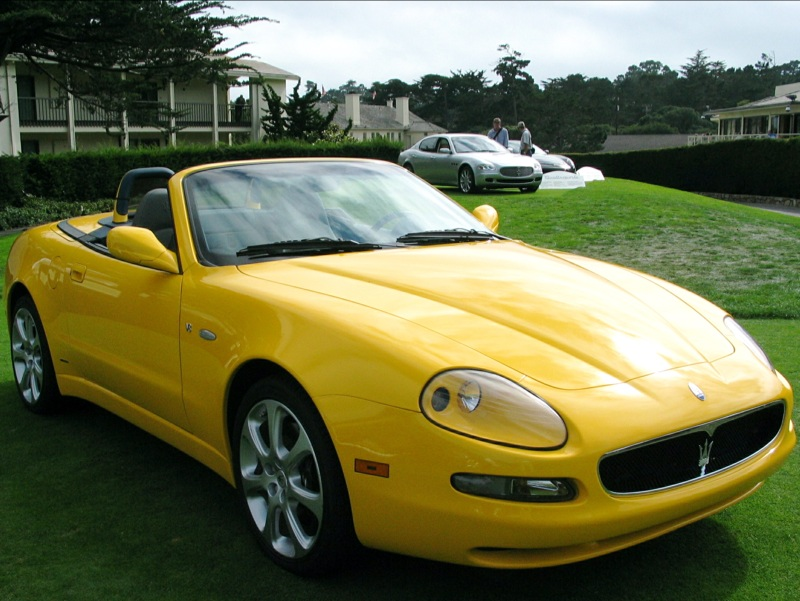
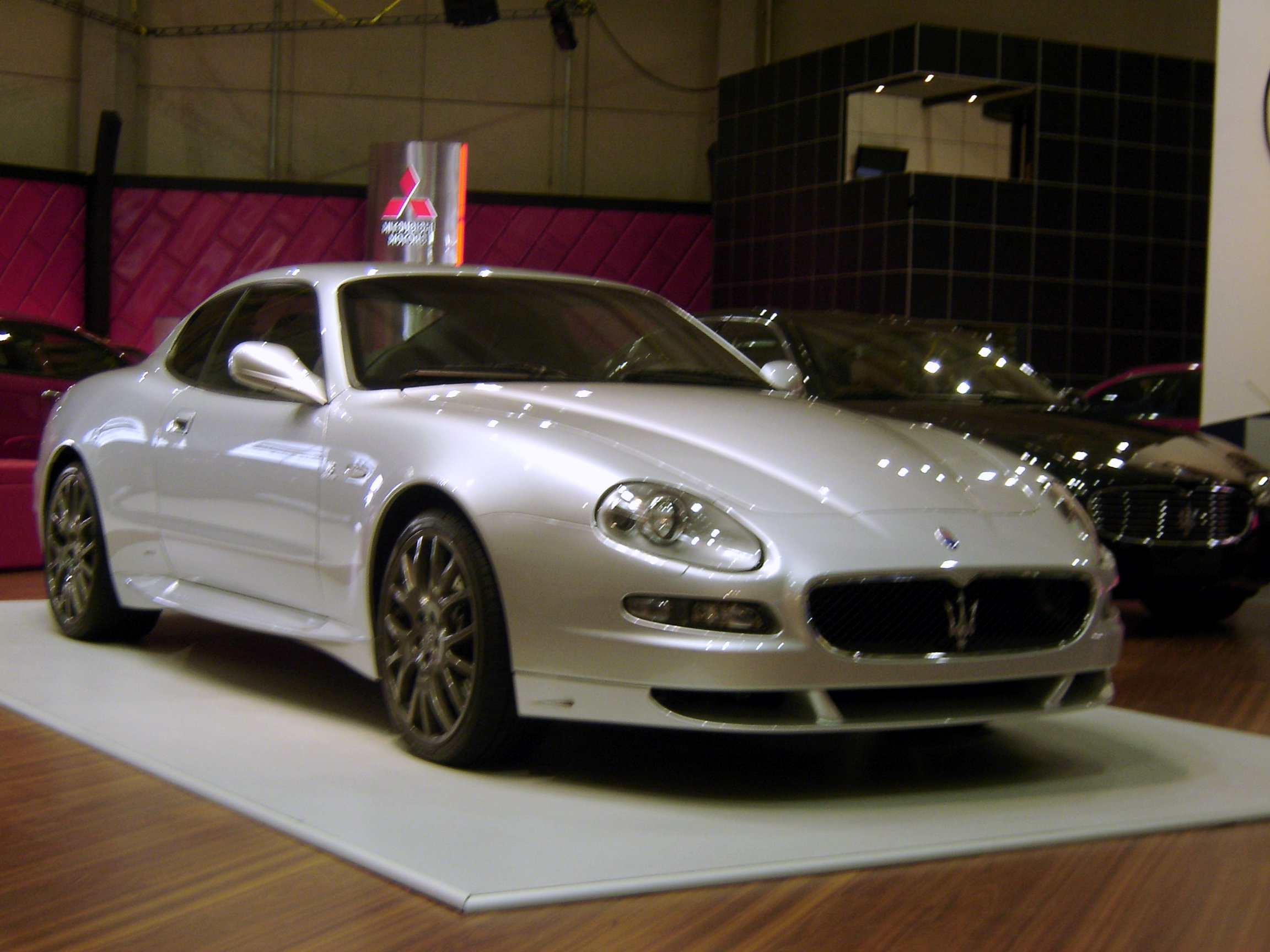